# جف کاکس (بازیکن فوتبال)
جف کاکس (انگلیسی: Geoff Cox; ۳۰ نوامبر ۱۹۳۴ – ۳ نوامبر ۲۰۱۴) بازیکن فوتبال اهل بریتانیا بود.
از باشگاه‌هایی که در آن بازی کرده‌است می‌توان به باشگاه فوتبال ولتون راورز، باشگاه فوتبال تورکی یونایتد و باشگاه فوتبال بیرمنگام سیتی اشاره کرد.